# Лаврів Тарас Олегович
Тара́с Оле́гович Лаврів — військовослужбовець полку «Азов» Національної гвардії України, учасник російсько-української війни, музикант та скульптор.

## Життєпис
Народився 6 липня 1989 в місті Долина. З дитинства виховувався в патріотичному дусі. Захоплювався козаками й історією, належав до Пласту.
Випускник Львівського коледжу ім. Івана Труша та Львівської національної академії мистецтв. Займався скульптурою.
Працював директором художньої школи, тренером, очолював у місті Школу бойового гопака імені Івана Богуна і Школу Айкідо Йошикан. Разом з дружиною Юлією набивав тату й малював.
Певний час був гітаристом українського патріотичного гурту «Залізний Хрест», а також виступав у гуртах «Nonsun» та «Gravitsapa».
Займався скульптурою, зробив пам'ятник Шептицькому на Гошівській горі.
Тарас планував піти на війну ще 2015 року, однак подружжя чекало другу дитину і дружина вмовила Тараса залишитися.
25 лютого Тарас вирушив до Києва на оборону столиці, де долучився до лав ССО Азов Київ (зараз 3 ОШБр).
Незабаром після визволення Київщини від окупантів вирушив на деблокаду Маріуполя до «Азовсталі», але військові висадилися не там де треба було. Військові мали пройти трохи попід «Азовсталь», щоб передати медикаменти, зброю, забрати поранених. Вони просто не дійшли туди.

## Загибель
Загинув 10 квітня 2022 від рук російського снайпера. 16 квітня патронатна служба «Азову» повідомила дружину Тараса про смерть. Вона не повірила: була впевнена, що Тарас обороняє Київщину, оскільки операція була секретною.
25 жовтня в Києві тіло Тараса кремували, як він і заповідав дружині. Вранці 27 жовтня прах загиблого бійця привезли в рідну Долину. Поховали героя 29 жовтня на Долинському міському кладовищі.
Залишилося двоє дочок.

## Нагороди
- «За мужність при виконанні спецзавдань» 10 січня 2023[6]
- «За заслуги перед Долинською громадою» (серпенб 2023)[7][8]

## Вшанування пам'яті
- 18 жовтня 2023 у Долині на будинку художньої школи відкрили меморіальну дошку, присвячену йому.[9]